# Tingmosgang
Tingmosgang, Temisgam, Temisgang ou Timishgan é uma aldeia do Ladaque, noroeste da Índia. Pertence ao distrito de Lé, tehsil de Lé e bloco de Khaltsi. Em 2011 tinha 1 517 habitantes, 49% do sexo masculino e 51% do sexo feminino A taxa de analfabetismo era 26% para os homens e 40% para as mulheres.
A aldeia tem grande importância histórica e nela se situam as ruínas de uma antiga grande cidadela, provavelmente datada do século XV, onde existiu um palácio real. Dado que a cidadela está em ruínas, o monumento mais imponente da aldeia é o seu mosteiro budista tibetano (gompa) masculino, que domina o vale do cimo de um monte. Na aldeia existe também um mosteiro feminino  (Tekchen Chosling).

## Descrição e história
Tingmosgang, cuja transliteração de documentos históricos é por vezes gTin-`bur-sgan, situa-se a 3 250 metros de altitude no vale de um afluente da margem direita (norte) do rio Indo, a pouco mais 2,5 km em linha reta da margem deste último. A estrada que serve a aldeia entronca na estrada Serinagar—Lé junto ao Indo a pouco mais de 4 km de Tingmosgang, 2 km a oeste de Nurla. Seguindo para sudeste-leste, Basgo fica a 50 km de Tingmosgang e Lé a 80 km. Seguindo para noroeste-oeste, Cargil fica a 140 km.
Acredita-se que Tingmosgang tenha sido um centro de poder dos dardos, o primeiro povo de que há notícia de ter habitado o Ladaque. A partir do século XV foi uma das capitais do Ladaque, partilhando ou alternando com Basgo a sede do reino do Ladaque Superior (ocidental) nos períodos em que o reino ladaque esteve dividido em dois. Após a união, os reis ladaques continuaram a ter um palácio em Tingmosgang, que ainda existe, embora dele apenas restem pouco mais do que as muralhas arruinadas da cidadela que o rodeia, onde se erguem vários chortens (estupas) de grandes dimensões. Durante a Guerra Tibete–Ladaque–Mogol (1679–1684) em que praticamente todo o Ladaque a leste de Basgo esteve ocupado por tropas às ordens do 5.º Dalai Lama, o rei Deldan Namgyal (ou Deleg) transferiu a sua capital de Lé para Tingmosgang.

## Palácio e cidadela de Tingmosgang
O palácio real e a cidadela em que se insere foram construídos pelo rei Drag-pa-Bum no século XV, cujo neto Bhagan foi o fundador da dinastia Namgyal ("Vitorioso"), a segunda dinastia de origem tibetana do Ladaque, quando unificou os dois reinos ladaques.
Foi no palácio de Tingmosgang que em 1684 foi firmado o Tratado de Tingmosgang, que pôs fim formalmente à Guerra Tibete–Ladaque–Mogol. O tratado foi assinado pelo rei Deldan Namgyal e um emissário do regente do Tibete que tinha assumido o poder após a morte do 5.º Dalai Lama, o líder da seita budista tibetana Drukpa Kagyu, que então era proeminente no Ladaque. O Ladaque manteve a sua independência, mas com muitas restrições e a fronteira entre os dois países foi acordada nos termos em que se manteve pelo menos até à guerra sino-indiana de 1962.[carece de fontes?]

## Mosteiro de Tingmosgang
O Mosteiro de Tserkarmo ou simplesmente Mosteiro de Tingmosgang pertence à seita Drikung Kagyu e foi construído, como o palácio, pelo rei Drag-pa-Bum no século XV. Tem vários santuários ou templos, entre os quais um dedicado a Avalokiteshvara, cuja imagem, segundo a lenda, apareceu de forma sobrenatural, era objeto de oferendas dos reis ladaques e ainda hoje é um destino de peregrinação. O templo principal, situado fora do complexo principal, chamado "Capela Vermelha" Tsuglagkhang Marpo, ou Chamba Lha-Khang, uma estátua de Maitreya com 8 metros de altura.